# Direct (émission de télévision)
Pour les articles homonymes, voir Direct.
Direct était une émission française diffusée sur Canal+ du 9 octobre 1985 à juin 1988. Elle était diffusée sur la tranche du midi.
Elle fut aussi l'une des premières émissions de talk-show de la chaîne. C'est également cette émission qui a ouvert la tranche de la mi-journée "en clair" sur la chaîne.
À partir du 31 août 1987, l'émission fut présenté par Philippe Risoli en raison du départ de Philippe Gildas pour présenter Nulle part ailleurs. À la suite du départ de Philippe Risoli pour TF1 en 1988, l'émission ne survit pas. Elle est remplacée par Demain, une émission de services et de témoignages animée par Michel Denisot.